# Saurauia lanaensis
Saurauia lanaensis är en tvåhjärtbladig växtart som beskrevs av Elmer Drew Merrill. Saurauia lanaensis ingår i släktet Saurauia och familjen Actinidiaceae. Inga underarter finns listade i Catalogue of Life.